# Astragalus nigrivestitus
Astragalus nigrivestitus är en ärtväxtart som beskrevs av Dieter Podlech och I.Deml. Astragalus nigrivestitus ingår i släktet vedlar, och familjen ärtväxter. Inga underarter finns listade i Catalogue of Life.